# Mulenbekia gęsta
Mulenbekia gęsta (Muehlenbeckia complexa Meisn.) – gatunek rośliny z rodziny rdestowatych (Polygonaceae). Występuje naturalnie w Nowej Zelandii oraz na australijskiej wyspie Lord Howe. Ponadto został naturalizowany w innych częściach świata, między innymi w Australii Zachodniej oraz Stanach Zjednoczonych (w Kalifornii i na Florydzie). 

## Morfologia

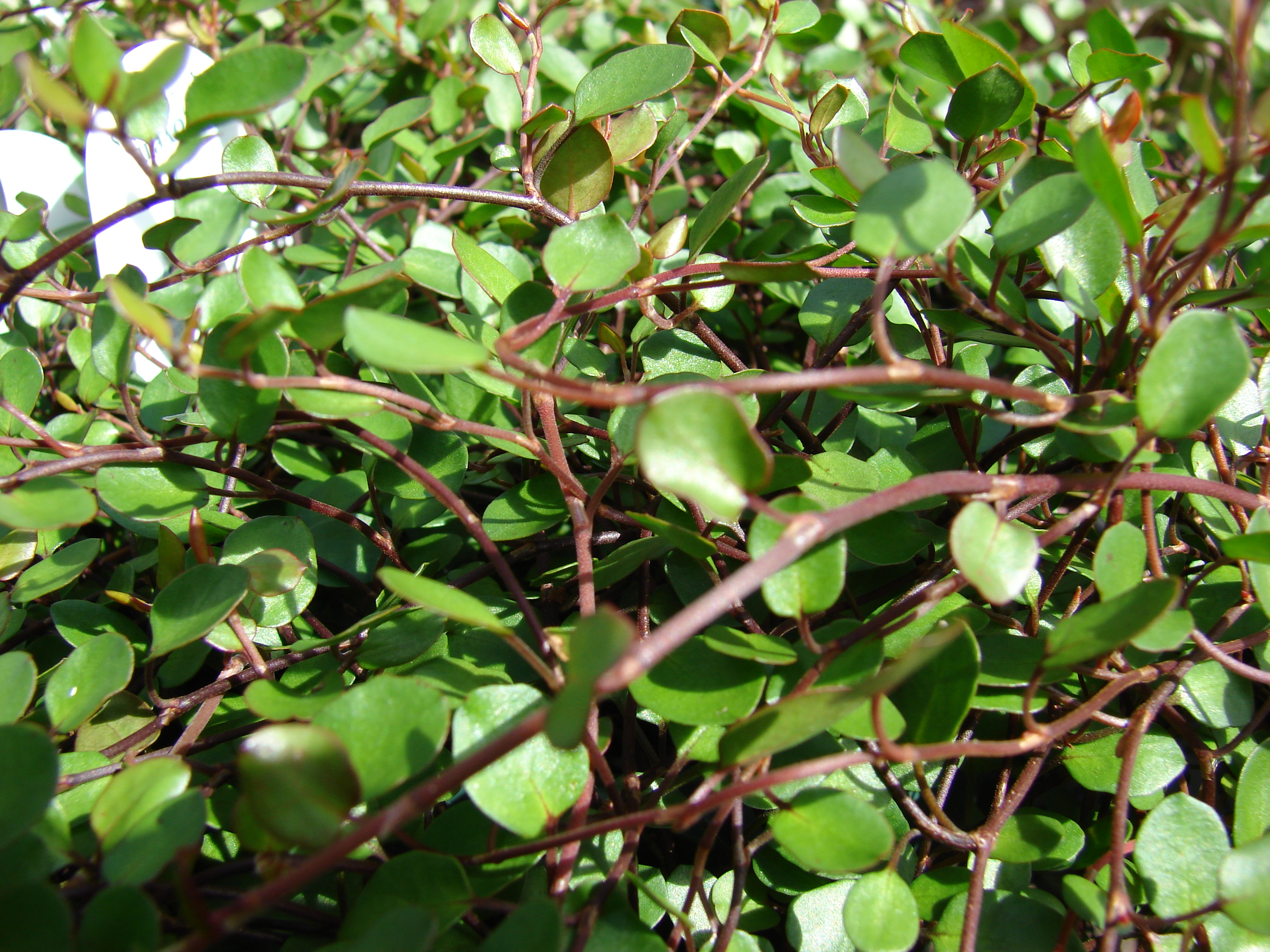
Liście i pędy

PokrójZrzucający liście krzew dorastający do 1,5 m wysokości. Pędy są wyprostowane lub pnące, często ze sobą splątane. Pojedyncze pędy mogą osiągać do 2,5–3 m długości.
LiścieIch blaszka liściowa jest skórzasta, ciemnozielona i ma kształt od niemal okrągłego do podłużnie owalnego, o uciętej nasadzie i wierzchołku od zaokrąglonego do spiczastego. Mierzy 5–25 mm długości oraz 5–25 mm szerokości. Ogonek liściowy jest nagi i osiąga 3–10 mm długości. Gatka jest obła i dorasta do 2–3 mm długości.
KwiatyObupłciowe lub funkcjonalnie jednopłciowe, zebrane w kłosy o długości 5–30 mm, rozwijają się w kątach pędów lub na ich szczytach. Listki okwiatu mają białawą  lub zielonkawą barwę. Okwiat powiększa się aż do owocowania.
OwoceTrójboczne niełupki osiągające 3–4 mm długości. Nasiona mają czarną barwę.

## Biologia i ekologia
Rośnie naturalnie na wydmach oraz przybrzeżnych zaroślach. Najlepiej rośnie w pełnym nasłonecznieniu lub półcieniu. Występuje na piaszczystym, kredowym lub gliniastym podłożu. Kwitnie od listopada do lutego. Swoją optymalną wysokość osiąga zwykle po 5–10 latach od kiełkowania. Występuje od 8a do 10a strefy mrozoodporności. 
Muehlenbeckia complexa jest ważną rośliną stabilizującą wydmy. Jest siedliskiem dla ptaków (do gniazdowania i schronienia), jak również zapewnia schronienie dla owadów i jaszczurek. 
W Kalifornii roślina jest uważana za gatunek inwazyjny. Została zaobserwowana między innymi w okolicach San Francisco. 

## Zastosowanie
Roślina jest wykorzystywana w renowacji przybrzeżnych wydm. Ponadto ma jadalne owoce, które są spożywane na surowo lub ugotowane – są soczyste i mają słodki smak. Ponadto roślina dobrze znosi przycinanie – może być uprawiana jako wolno stojący krzew lub żywopłot.